# عماد نجاح
عماد نجاح (انگلیسی: Imad Najah؛ زادهٔ ۱۹ فوریهٔ ۱۹۹۱) بازیکن فوتبال اهل مراکش است.
از باشگاه‌هایی که در آن بازی کرده‌است می‌توان به باشگاه فوتبال پی‌اس‌وی آیندهوون اشاره کرد.
وی همچنین در تیم ملی فوتبال زیر ۲۳ سال مراکش بازی کرده‌است.